# XLIM-49 Nike-Zeus
LIM-49 Nike-Zeus – amerykański pocisk antybalistyczny przenoszący pięciomegatonową głowicę jądrową, przeznaczony do zwalczania jądrowych głowic balistycznych pocisków balistycznych ICBM w górnych warstwach atmosfery. W oparciu o pocisk Nike-Zeus, w latach sześćdziesiątych XX wieku opracowywano system antybalistyczny Sentinel.